# Ferdinand Gibault
Ferdinand Gibault (Brest, 1837 – Parigi, 1926) è stato uno scultore, incisore e medaglista francese.

## Biografia
Ferdinand Gibault è stato lo studente dello scultore Hippolyte Maindron. È uno scultore regionalista, ha inciso le medaglie della sua città natale e ha disegnato i ritratti di alcuni artisti contemporanei (Albert Maignan, Jean-Léon Gérôme, Francois Coppe).